# Papuagrion rufipedum
Papuagrion rufipedum – gatunek ważki z rodziny łątkowatych (Coenagrionidae).